# Vincent Scully

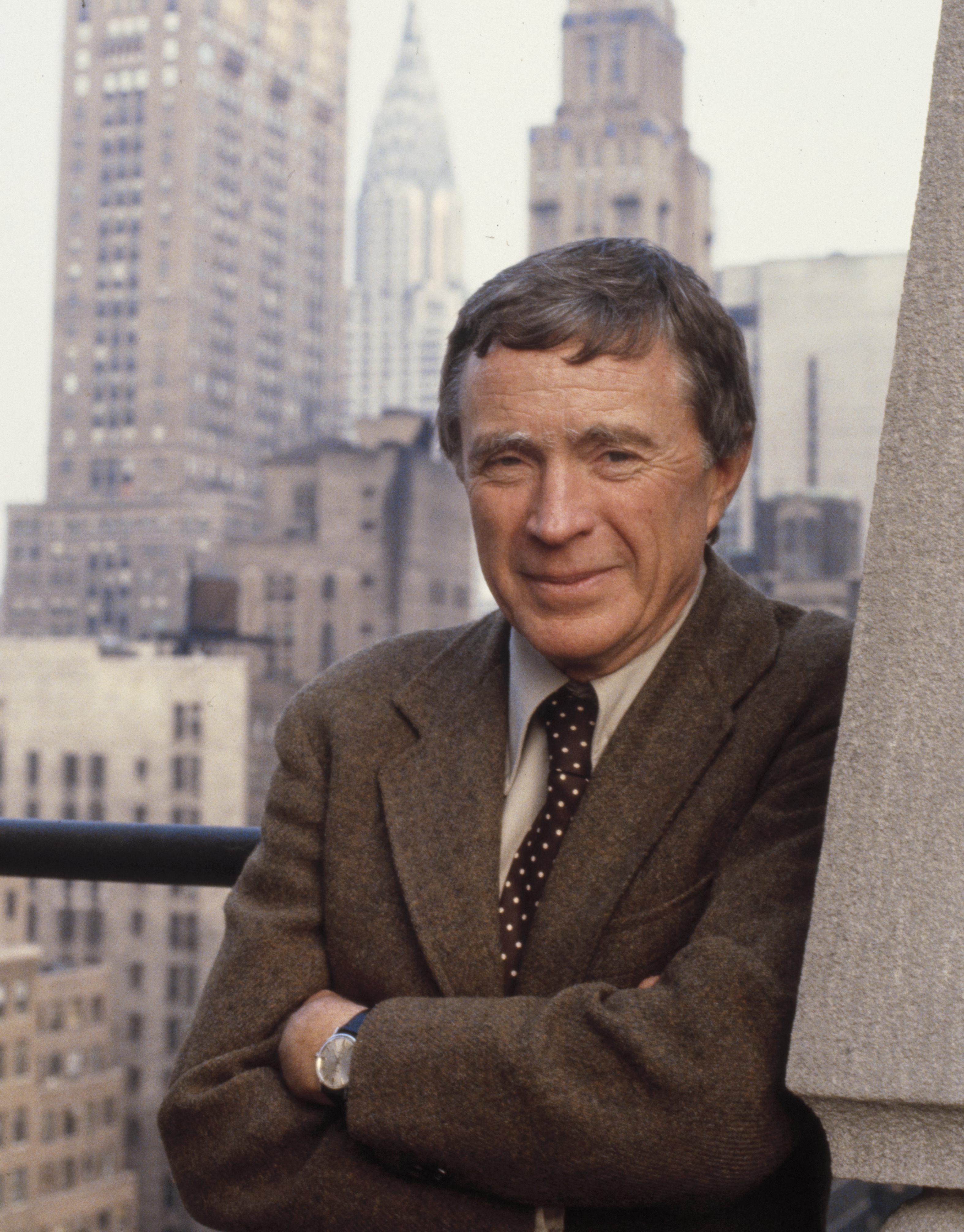
Vincent Scully (1979)

 Vincent Joseph Scully (* 21. August 1920 in New Haven, Connecticut; † 30. November 2017 in Lynchburg, Virginia) war ein US-amerikanischer Kunst- und Architekturhistoriker. Er war Sterling Professor für Architekturgeschichte an der Yale University und gilt als einer der bedeutendsten Architekturhistoriker seiner Zeit.

## Leben
Scully wurde 1920 als einziges Kind des Autohändlers Vincent Joseph Scully und der Sopranistin Mary Catherine McCormick geboren. Er besuchte die Hillhouse High School und anschließend die Yale University. 1940 schloss er das Bachelor-Studium erfolgreich ab und heuerte bei der US Air Force an; bald wechselte er aber zum United States Marine Corps. 1946 begann er ein Master-Studium in Kunstgeschichte mit dem Schwerpunkt Architektur, das er 1947 erfolgreich abschloss. 1949 promovierte er. Ab 1947 unterrichtete er an der Yale University; an der University of Miami war er außerdem Gastprofessor. Nachdem er 1991 an der Yale University emeritiert worden war, unterrichtete er noch bis 2009.

## Auszeichnungen und Ehrungen

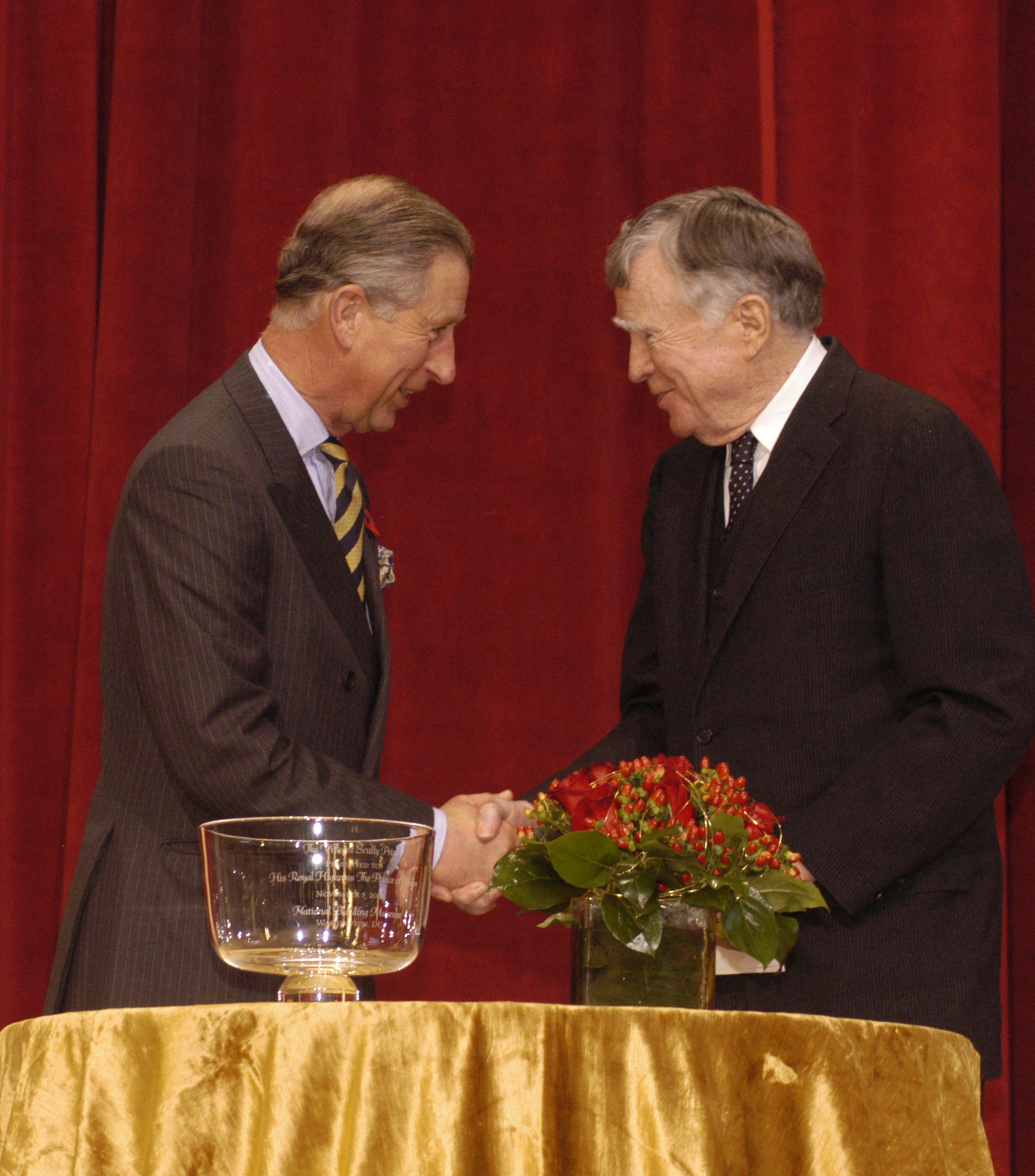
Scully (rechts) bei der Verleihung des Scully Prize an den Prince of Wales (2005)

1995 widmete die National Endowment for the Humanities Scully die Jefferson Lecture; Scully sprach über „The Architecture of Community“. Im Jahr 1998 zeichnete ihn die Yale University mit der Wilbur Cross Medal aus. 1999 stiftete das National Building Museum den Vincent-Scully-Preis für außergewöhnliche Leistungen im Bereich der Architektur, der Architekturkritik, der Bewahrung und des Städtebaus. Scully selbst war der erste Preisträger. 2003 verlieh das Urban Land Institute Scully den J.-C.-Nichols-Preis für visionären Städtebau. 2004 verlieh US-Präsident George W. Bush Scully die National Medal of Arts. Des Weiteren war er Mitglied der American Academy of Arts and Sciences (ab 1986) und der American Philosophical Society (ab 1997).

## Veröffentlichungen (Auswahl)
- American Architecture and Urbanism. Praeger, New York 1969
- The Earth, the Temple, and the Gods: Greek Sacred Architecture.
- Architecture: The Natural and the Manmade.
- The Villas of Palladio.
- The Shingle Style: Architectural Theory and Design from Richardson to the Origins of Wright. 1955
- Frank Lloyd Wright. 1960
- Modern Architecture – The Architecture of Democracy. 1961
- Louis I. Kahn. George Braziller Inc., 1962
- The Earth, the Temple, and the Gods: Greek Sacred Architecture. 1962
- American Architecture and Urbanism. 1969
- The Shingle Style Today. 1974
- Pueblo: Mountain, Village, Dance. 1989
- Modern Architecture and Other Essays. 2003